# خام الحديد في إفريقيا

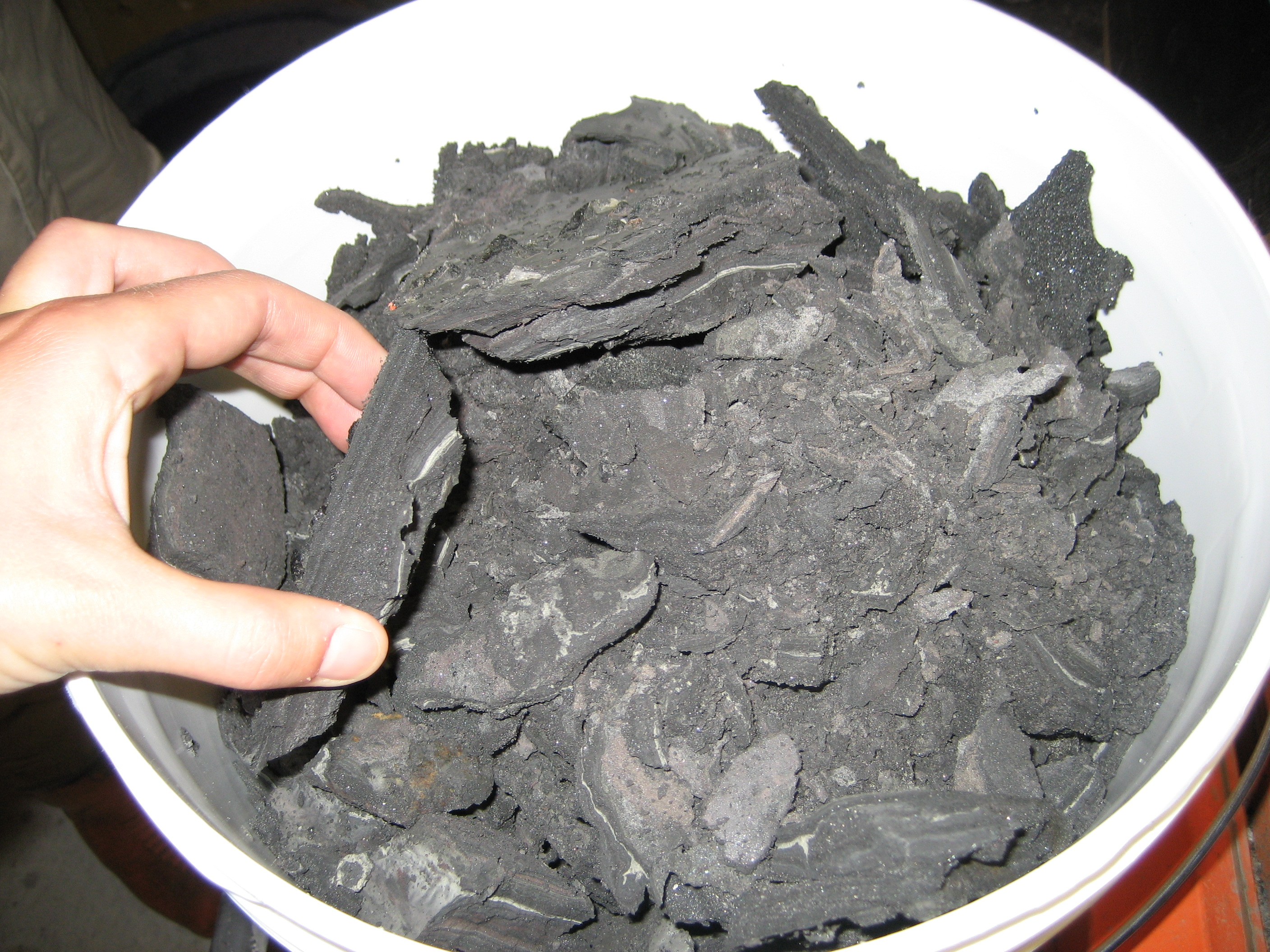
خام الحديد

خام الحديد في إفريقيا (بالإنجليزية: Iron ore in Africa)‏، يصنع الحديد من خام الحديد أو تراب الحديد، فبعد أن يستخرج من الصخور يوضع في فرن ذو درجة حرارة عالية جدا كي يصهر، ثم يصفى المعدن من التراب. خامات الحديد هي صخور ومعادن وعادة ما تكون غنية في أكاسيد الحديد وتختلف في اللون من الرمادي الداكن والأصفر المشرق أو الأرجواني العميق وللأحمر الصدئ. ويستلزم استخراج الحديد من خاماته تطبيق درجات حرارة مرتفعة في القمائن أو الأفران تصل إلى 1500 °س أو أكثر.
تهيمن كلاُ من جنوب إفريقيا وموريتانيا والجزائر على إنتاج خام الحديد في إفريقيا. حيث تمتلك العديد من البلدان رواسب خام الحديد التي لم تُستغل / تُعدن بعد. البلدان والشركات العاملة حاليًا في الإنتاج مدرجة هنا، القياسات بالأطنان في السنة (سنة).

## الرواسب

### الجزائر
الرواسب والإنتاج في الجزائر تشمل:
- 2.3 مم TPA
- الشركة الوطنية للحديد والفوسفات
- مهافير شري الدولية
- شركة الونزة
- بوخضرة

### أنغولا
تشمل الرواسب والإنتاج في أنغولا ما يلي:
- الودائع في كسلا - كيتونجو وكاسينجا وشامواتيت
- مقاطعات مالانج وبييه وهوامبو وهويلا. انظر التعدين في أنغولا

### الكاميرون
الرواسب والإنتاج في الكاميرون تشمل:
- لولابي - مبالام - ميناء خام الحديد[2]
- نكوت[3] - أفيرو للتعدين
- مبارجا - رواسب خام الحديد قرب مبالام
- انظر التمديد في الكونغو برازافيل
- نجوفايانغ - التعدين الأسطوري

### جمهورية إفريقيا الوسطى
الرواسب والإنتاج في جمهورية إفريقيا الوسطى تشمل:
- البامباري والبكالة هي رواسب خام الحديد تقع على بعد حوالي 1500 كيلومتر من البحر.[4]

### الكونغو (برازافيل)
الرواسب والإنتاج في جمهورية الكونغو تشمل:
- مايوكو - في عام 2008 قاموا بالنظر في منجم محتمل لخام الحديد.[5][6] أما مايوكو فيخدمه بالفعل خط فرعي ضيق للسكك الحديدية. الشركة موارد إكسسارو.
  - ميناء خام الحديد الجديد في إنديين لخام الحديد في مايوكو شمال بوانت نوار.[7]
- في عام 2007 قالت شركة تطوير مشاريع التعدين "Mining Projects Development" البريطانية المملوكة للقطاع الخاص إنها عثرت على رواسب كبيرة من خام الحديد في موقع زاناجا في منطقة ليكومو في جنوب البلاد. ثم اقترحت أعمال الاستكشاف أنه يمكن أن يكون هناك 500 مليون طن من الخام. في عام 2008 قالت حكومة برازافيل إن المشروع يتطلب استثمارات بقيمة 2 مليار دولار، بما في ذلك خط سكة حديد بطول 300 كيلومتر إلى ميناء بوانت نوار.
- في عام 2010 تظهر خريطة اتصالاً بخط سكة حديد الكاميرون من مبارغا / مبالام إلى ميناء كريبي.[8]
- تمتلك موارد صندانس غالبية منتجات نبيبا
- ليتيوكبالا
- أفيما[9]
- بادوندو

### ساحل العاج
تشمل الرواسب والإنتاج في ساحل العاج ما يلي:
- رواسب في جبل نيمبا (على الحدود مع غينيا)
- جبل كالايو

### مصر
تشمل الرواسب والإنتاج في مصر ما يلي:
- الجديدة
- البحرية[10]
- شرق أسوان بالقرب من منطقة أبو الريش قاموا باستخراج الهيماتيت منذ عام 1962، ولكن أعلن الانتهاء من العمل بسبب الظروف الاقتصادية مثل انتقال الخام والكبريتيد ونقص المياه في هذا الارتفاع.

### الجابون
تشمل الرواسب والإنتاج في الغابون ما يلي:
- بيلينجا - منجم محتمل لخام الحديد ، مع تمديد محسن للميناء والسكك الحديدية بقيمة 3 مليارات دولار.[11][12][13]
- ميكامبو
- كانجو[9]

### غانا
تشمل الرواسب والإنتاج في غانا ما يلي:
- يندي
- الودائع قيد الدراسة:
  - شيني[14]
  - اوبونج منسي
  - بودو
  - أدوم بانسو[14]

### غينيا
تشمل الرواسب والإنتاج في غينيا ما يلي:
- سيماندو (جنوب) دييكي[15] - شركة استكشاف ريو.[16][17] ميناء ماتاكونج
  - زوغوتا[18][19]
- كاليا في غينيا[20] - شركة الاستكشاف هي بيلزون.[21] ميناء ماتاكونج
- فرانة - شركة التعدين بيلزون
- ماتاكونغ - ميناء مقترح
- مشروع ميفرجي-نيمبا-نزريكوري للحديد والصلب[22]
- ديديا - ميناء مقترح في ليبيريا[23] شرق بوكانان.

### ليبيريا
تشمل الرواسب والإنتاج في ليبيريا ما يلي:
- نيمبا - أرسيلور ميتال
- بوتو[3]
- ديديا - ميناء مقترح للخام من غينيا[23]
- الكتلة الغربية - بي إتش بي.[17]
- 240 كم من منجم توكادي إلى الميناء البحري في بوكانان.

### ليبيا
تشمل الرواسب والإنتاج في ليبيا ما يلي:
- خط سكة حديد مقترح بطول 800 كم لنقل خام الحديد من مدينة سبها الجنوبية إلى ميناء مصراتة.

### مالي
تشمل الرواسب والإنتاج في مالي ما يلي:
- بيل[24] 220 كيلومترا (136 ميلا) غرب باماكو.

### موريتانيا
تشمل الرواسب والإنتاج في موريتانيا ما يلي:
- الشركة الوطنية للصناعة والتعدين (SNIM)
- اسكاف.
- العوج.
- خام الحديد في موريتانيا.

### نيجيريا
تشمل الرواسب والإنتاج في نيجيريا ما يلي:
- الشركة الوطنية لتعدين ركاز الحديد في إيتاكبي، مع كل من مصنع الصلب في أجوكوتا بولاية كوجي وميناء في واري بولاية دلتا.
- اجبجة للتصدير[25][26]

### السنغال
تشمل الرواسب والإنتاج في السنغال ما يلي:
- شركة ميفرسو استكشفت في فالم مشروع موارد كومبا[27]
- بارجني - سيندو - ميناء المياه العميقة المقترح لخام الحديد[28]

### سيراليون
تشمل الرواسب والإنتاج في سيراليون ما يلي:
- مارامبا - لندن للتعدين ستحتاج كيب لامبرت إلى بناء خط سكة حديد بطول 34 كيلومترًا للسكك الحديدية الحالية.[17] جاهز للعمل 2012.[29]
- تلال باجلا بالقرب من الشرق وبالقرب من الحدود مع ليبيريا[30][31]
- نقطة تاغرين - ميناء مقترح.

### جنوب إفريقيا
تشمل الرواسب والإنتاج في جنوب إفريقيا ما يلي:
- مع حوالي 38 مم TPA ، تعد جنوب إفريقيا سابع أكبر منتج في العالم.[32]
- موارد كومبا / إكسسارو - منتج مُصنف عالميًا.
- أسمانج (شركة) في بيشوك بجنوب إفريقيا.
- شركة هايفيلد للصلب والفاناديوم في مابوش بجنوب إفريقيا.

### تونس
تشمل الرواسب والإنتاج في تونس ما يلي:
- تنتج تونس حوالي 200000 طن سنويًا من الكريات.[33]

### أوغندا
الرواسب والإنتاج في أوغندا تشمل:
- رواسب موكو في منطقة كابالي - مقاطعة كيسورو
- رواسب سوكولو ورواسب بوكوسو في منطقة تورورو

### زيمبابوي
الرواسب والإنتاج في زيمبابوي تشمل:
- شركة زيمبابوي للحديد والصلب (زيسكو)
- ريبل كريك